# Rodney Smith (Politikwissenschaftler)
Rodney Smith (* 1961) ist ein  Politikwissenschaftler, der als Professor an der University of Sydney forscht und lehrt. 2019/2020 amtierte er als Präsident der Australian Political Studies Association.

## Werdegang und Wirken
Smith machte das Bachelor- und Master-Examen an der University of Queensland und wurde an der University of Sydney zum Ph.D. promoviert. Seine Forschungsinteressen liegen beim Regierungssystems Australiens, Wahl- und Parteienforschung.

## Schriften (Auswahl)
- Als Herausgeber: Politics in Australia. 3. Auflage, Allen & Unwin, St. Leonards 1997, ISBN 1-86373-955-6.
- Against the machines. Minor parties and independents in New South Wales, 1910-2006. Federation Press, Annandale 2006, ISBN 978-1-862-87623-1.
- Mit Ariadne Vromen und Ian Cook: Keywords in Australian politics. Cambridge University Press, Cambridge/New York 2006, ISBN 978-0-521-67283-2.
- Herausgegeben mit Ariadne Vromen und Ian Cook: Contemporary politics in Australia. Theories, practices and issues. Cambridge University Press, Port Melbourne/New York 2012, ISBN 978-0-52113-753-9.
- Herausgegeben mit Narelle Miragliotta und Anika Gauja: Contemporary Australian political party organisations. Monash University Publishing, Clayton 2015, ISBN 978-1-922-23582-4.